# Nou Partit Republicà Democràtic
El Nou Partit Republicà Democràtic (en coreà: 신민주공화당, romanitzat Sin-minju-gonghwa-dang; NPRD) va ser un partit polític conservador de Corea del Sud, format al 1987 i dissolt al 1990. Va tenir especial incidència a les províncies de Chungcheong, la regió de l'ex-Primer Ministre i líder del partit Kim Jong-pil. Tanmateix, es va fusionar amb altres dos partits el 1990 per formar el Partit Liberal Demòcrata.

## Història
Després del cop d'estat de Corea del Sud de 1979, el Partit Republicà Demòcrata del dictador Park Chung Hee va ser prohibit pel nou govern autoritari de Chun Doo-hwan. En el seu lloc, antics membres del PRD i organitzacions com l'Associació Yushin Jeongu (유신정우회) van formar un nou grup anomenat Partit Nacional de Corea, intentant esdevenir l'alternativa al partit del règim, el Partit de la Justícia Democràtica.
El seu objectiu va fracassar, però, a causa de les acusacions de corrupció financera i el posterior càstig del règim dominant, reduint-se progressivament el seu suport electoral. El Partit Nacional es va extingir després de les eleccions legislatives de 1985, i la major part dels seus adherents i diputats es van traslladar al naixent NPRD sota el lideratge de Kim Jong-pil, que havia estat Primer Ministre durant la dictadura de Park Chung Hee de 1971 a 1975. El NPRD va heretar la força local de l'antic Partit Nacional a la regió de Chungcheong, considerant-se de manera orgullosa com a successors tant del Partit Republicà Demòcrata original com del Partit Nacional, les polítiques dels quals consideraven que marcarien una "nova modernització".
Kim Jong-pil i el NPRD van llançar una campanya política activa a tot el país durant les eleccions presidencials de 1987, que van ser les primeres a Corea del Sud després de la democratització aquell mateix any. El partit va intentar obtenir suport recordant als votants el creixement econòmic sota el règim de Park Chung-hee, però només va quedar en quart lloc amb 1.823.067 vots, o el 8,1% del vot popular nacional, amb els resultats més elevats en la regió de Chungcheong del Sud.
Tanmateix, el partit va aconseguir millors resultats a les eleccions legislatives de 1988, gairebé doblant la seva quota de vot popular i capturant prou escons juntament amb altres partits de l'oposició per bloquejar pràcticament qualsevol legislació que el governant Partit de la Justícia Democràtica va intentar aprovar. Com a resultat, el PJD es va veure obligat a formar una coalició conservadora. El 1990, Jong-pil va acceptar una proposta de fusió amb el PJD i el Partit Demòcrata de la Reunificació de Kim Young-sam.
Una facció del NPRD va protestar perquè el PJD estava vinculat a Chun Doo-hwan, que perseguia els lleials a Chung-hee a l'antic PRD/PNC, i perquè el Partit Demòcrata estava vinculat a Kim Young-sam, un reformador demòcrata que s'havia oposat frontalment tant a la dictadura de Park Chung Hee com la de Chun Doo-hwan. No obstant, els tres partits es van fusionar foramant el Partit Liberal Demòcrata. El 1995, Jong-pil i altres que s'oposaven a les polítiques de Kim Young-sam, que va esdevenir president el 1992, van desertar i van formar un nou partit anomenat Unió Liberal Demòcrata.

## Resultats electorals

### Eleccions Presidencials
| Any  | Candidat     | Vots      | %          | Resultat |
| ---- | ------------ | --------- | ---------- | -------- |
| 1987 | Kim Jong-pil | 1,823,067 | 8,07 / 100 | Derrota  |

### Eleccions Legislatives
| Any  | Líder        | Vots      | %     | Escons   | Escons | Escons   | Pos. | Govern   |
| Any  | Líder        | Vots      | %     | Circum.  | Llista | Total    | Pos. | Govern   |
| ---- | ------------ | --------- | ----- | -------- | ------ | -------- | ---- | -------- |
| 1988 | Kim Jong-pil | 3,062,506 | 15.59 | 27 / 224 | 8 / 75 | 35 / 299 | 4t   | Oposició |